# Metahelea bifasciata
Metahelea bifasciata är en tvåvingeart som först beskrevs av Jean-Jacques Kieffer 1917.  Metahelea bifasciata ingår i släktet Metahelea och familjen svidknott. Inga underarter finns listade i Catalogue of Life.